# Geraki (Laconia)
Geraki   este un oraș în Grecia în Prefectura Laconia.